# Sphenometopa locuples
Sphenometopa locuples är en tvåvingeart som först beskrevs av Robineau-desvoidy 1863.  Sphenometopa locuples ingår i släktet Sphenometopa och familjen köttflugor.
Artens utbredningsområde är Italien. Inga underarter finns listade i Catalogue of Life.